# Metàfora
La metàfora (del grec metaphorá, 'translació, metàfora') és un recurs literari. Es basa en la identificació de dos termes: un de real (Terme real) i un que apareix al text (terme imaginari). Consisteix en traslladar el sentit propi del terme a un altre amb el qual es relaciona per semblança. Aquesta identificació es basa en característiques comunes que fan que el lector pugui reconstruir un terme en llegir l'altre. És semblant a la comparació, però en la comparació apareixen tots dos termes i es diu el que tenen en comú, mentre que en la metàfora hi ha una substitució total entre paraules o expressions.
Quan un text es basa en una metàfora continuada, es parla d'al·legoria. Una metàfora culturalment acceptada és un símbol.
La seva forma més perfecta és la metàfora pura o metàfora in absentia en la qual només hi ha el terme imaginari i el terme real s'ha de deduir. Quan a la mateixa frase hi ha el terme real i l'imaginari, s'anomena metàfora in praesentia o metàfora impura.

## Metàfora com a figura retòrica
La metàfora és una figura retòrica que consisteix en la identificació de dos termes entre els quals hi ha alguna semblança. Un dels dos termes és literal i l'altre s'utilitza en un sentit figurat. La metàfora té tres nivells: 
- El tenor: és allò a què es refereix la metàfora, el terme literal.
- El vehicle: és allò que es diu, el terme figurat.
- El fonament: és la relació existent entre el tenor i el vehicle (el discurs).

En la predicació metafòrica Els ulls de Charizar Maé són el mar, el sintagma els ulls són el tenor, el mar és el vehicle i el fonament seria el color blau fosc dels ulls. La metàfora en què apareixen aquests tres nivells s'anomena metàfora explícita. Això no obstant, quan el tenor no apareix, es denomina metàfora implícita (els llacs del teu rostre).
D'altra banda, la metonímia és un recurs literari semblant a la metàfora, en el qual la relació entre els termes identificats no és de semblança; pot ser causa-efecte, part-tot, autor-obra, continent-contingut, etc.
La metàfora és utilitzada pels escriptors per diverses raons i objectius:
1. Establir relacions inèdites entre les paraules.
2. Descobrir atributs insospitats de les paraules.

Així doncs, la gran força poètica de la metàfora residix en la seva capacitat de multiplicar de manera il·limitada el significat "normal" de les paraules perquè puguin arribar a descriure el que és desconegut (mort, felicitat, por, etc.), que, en definitiva, constituïx la gran aspiració de l'art. Finalment, la podríem definir com "una cosa expressada en termes d'una altra", definició que ens duu a utilitzar la nostra ment quan comparem les situacions.
S'hi pot veure que, en aquests exemples, es fa referència a un concepte a partir d'una forma lèxica que designa un altre objecte amb forma o funcionalitat similar (pota normalment designa una part d'un animal, encara que és freqüent estendre'n l'ús a elements de suport d'objectes).
La metàfora (com recentment la coneixem) és una de les formes de canvi semàntic més comunes. L'ús metafòric d'alguna paraula coexisteix amb el literal fins a adquirir rang propi: el ratolí de l'ordinador treu aquest nom del seu paregut amb el mamífer rosegador, per exemple.
Si utilitzem una terminologia de la semàntica, la metàfora suposa una extensió del seu camp d'ús, llevant alguns trets semàntics; al contrari que la restricció de significat, que s'aconsegueix afegint trets semàntics obligatoris (cosa que fa que la paraula pugui utilitzar-se en menys ocasions que sense aquests trets addicionals).

## Metàfora com a generador de coneixement
Lakoff i Johnson, en el llibre Metaphors We Live By, que s'inclou entre les peces cabdals de la lingüística cognitiva, consideren que "la metàfora impregna la vida quotidiana, no sols el llenguatge, sinó també el pensament i l'acció. El nostre sistema conceptual ordinari, en termes del qual pensem i actuem, és fonamentalment de naturalesa metafòrica". És a dir, la metàfora permet conceptualitzar nous conceptes a partir d'aproximacions a conceptes coneguts.
Per explicar innovacions en la realitat, ja siguin tècniques, de nous àmbits de coneixement o, si es dona el cas, de canvi de mentalitat a l'hora d'entendre àmbits de vivència concreta o abstracta —des d'Internet, passant pels sentiments, o per la comprensió de la llibertat humana fins a la presència de la divinitat en la nostra existència—, normalment es parteix d'un domini d'origen sistematitzat —generalment, lligat a la interacció física amb el món i els altres— que ajuda a sistematitzar metafòricament el domini de destinació que necessita ajuda per a ser categoritzat i conceptualitzat de la manera més acurada possible, atesa la seua poca consistència òntica, la seva borrositat de fronteres o simplement la dificultat d'expressió inherent a determinades experiències.
Així, doncs, sistematitzem el món, en especial els nous àmbits de coneixement que van sorgint gràcies a la creació humana d'innovacions tècniques, que sembla no tenir final, mitjançant metàfores que estan ja sistematitzades i, en molts casos, fins i tot subcategoritzades en sistemes simbòlics, per tal d'assolir una coherència conceptual —que no consistència— que ens ajuda en la nostra finalitat principal, que no és altra que la d'obtenir una comprensió de la realitat que ens permet entendre allò que és i projectar correctament allò que volem que sigui, és a dir, que ens ajuda en la sistematització d'allò que és i que ens permet projectar al millor possible les nostres accions al món.

## Metàfora com a element manipulador
Un estudi trobà que l'ús de metàfores en un discurs pot suposar un mecanisme de manipulació mental.